# Canoas (Piura)
Canoas es un caserío peruano ubicado en el distrito de Suyo, perteneciente a la provincia de Ayabaca del departamento de Piura, al norte del Perú. 

## Ubicación
Canoas se ubica al noroeste de la provincia de Ayabaca, en el distrito de Suyo, en el departamento de Piura.

## Demografía
En 2017 Canoas tenía una población de 151 habitantes.
| Gráfica de evolución demográfica de Canoas entre 1993 y 2017 |
|                                                              |
| Fuentes: Población 1993 y 2017                               |